# Robert Martin (componist)
Robert M. Martin (Saint-Étienne, 11 december 1898 – Mâcon, oktober 1982) was een Frans componist, muziekuitgever en cellist. Voor bepaalde werken gebruikte hij het pseudoniem James Cower.

## Levensloop
Martin kreeg zijn eerste muzieklessen van zijn stiefvader, een pianobouwer en winkelier. Later studeerde hij muziektheorie, compositie en cello aan het Conservatoire national supérieur musique et danse de Lyon. In 1917 werd hij bij het Franse leger ingelijfd. Na de Eerste Wereldoorlog voltooide hij in Parijs zijn muzikale vakbekwaamheid en werd cellist. Verder werkte hij in een kleine muziekuitgeverij "Embryo", waarvan hij later eigenaar werd. In 1920 richtte hij in Gex, de bakermat van de familie Martin, een muziekuitgeverij "Éditions Gessiennes" op, die zich vooral op de publicatie van blaasmuziek richtte. In 1940 vertrok deze uitgeverij naar Mâcon en de naam van het bedrijf werd veranderd in "Éditions Robert Martin".
Martin schreef een groot aantal werken voor harmonieorkest, alhoewel de eerste catalogus van de muziekuitgeverij in 1945 – na de Tweede Wereldoorlog – slechts op een pagina werd gedrukt. Later publiceerde deze uitgeverij vele werken van andere Franse componisten. In de loop van de jaren heeft hij ook het bedrijf van de stichting Gérard Billaudot Éditeur en Andrieu bijgekocht, zodat het aantal van medewerkers in de jaren 1970 tot 40 groeide.

## Composities

### Werken voor harmonie- en fanfareorkest
- 1962 Girandole, ouverture
- 1964 Aureola, ouverture
- Aquilon
- Colibri, voor piccolo solo (of esklarinet of cornet) en harmonieorkest
- Corps à Corps, mars voor harmonie- of fanfareorkest met klaroen en tamboeren
- Fabiola, ouverture
- Faribole
- Floralies, fantasie
- Flûtinette, voor jeugdharmonie
- La Fanfare Municipale, voor harmonie- of fanfareorkest
- Le Chant des Adieux, kerstlied voor gemengd koor en harmonieorkest
- Le Palais d'Indra, fantasie
- Les Bords de la London, ouverture
- Les Noisetiers, fantasie
- Les Roses Blanches
- Majorettes, En Avant !, mars voor harmonie- of fanfareorkest met klaroen en tamboeren – samen met: Laurent Delbecq
- Matisconia, ouverture
- Messe Sur des Cantiques Célèbres, voor harmonieorkest
  1. Entrée
  2. Offertoire
  3. Elévation
  4. Communion
  5. Sortie
- Musikfest March
- Normandie, fantasie
- Opaline
- Paradis Express
- Pimprenelle
- Primero Torero, paso doble
- Qu'elle est Belle Zarai
- Renouveau, ouverture
- Tempête sur les anches, voor klarinet- en saxofoonensemble
- Trait d'union, fantasie

### Kamermuziek
- Flûtinette, voor dwarsfluit en piano
- Saxopaline, voor altsaxofoon en piano
- Sérénade à Corinne, voor altsaxofoon en piano